# Monumento natural del Lago de Truchillas
El lago Truchillas (Llagu Truitiellas en dialecto cabreirés) es un espacio natural protegido de la provincia de León, Castilla y León, España.
Su origen es glaciar.

## Situación y límites

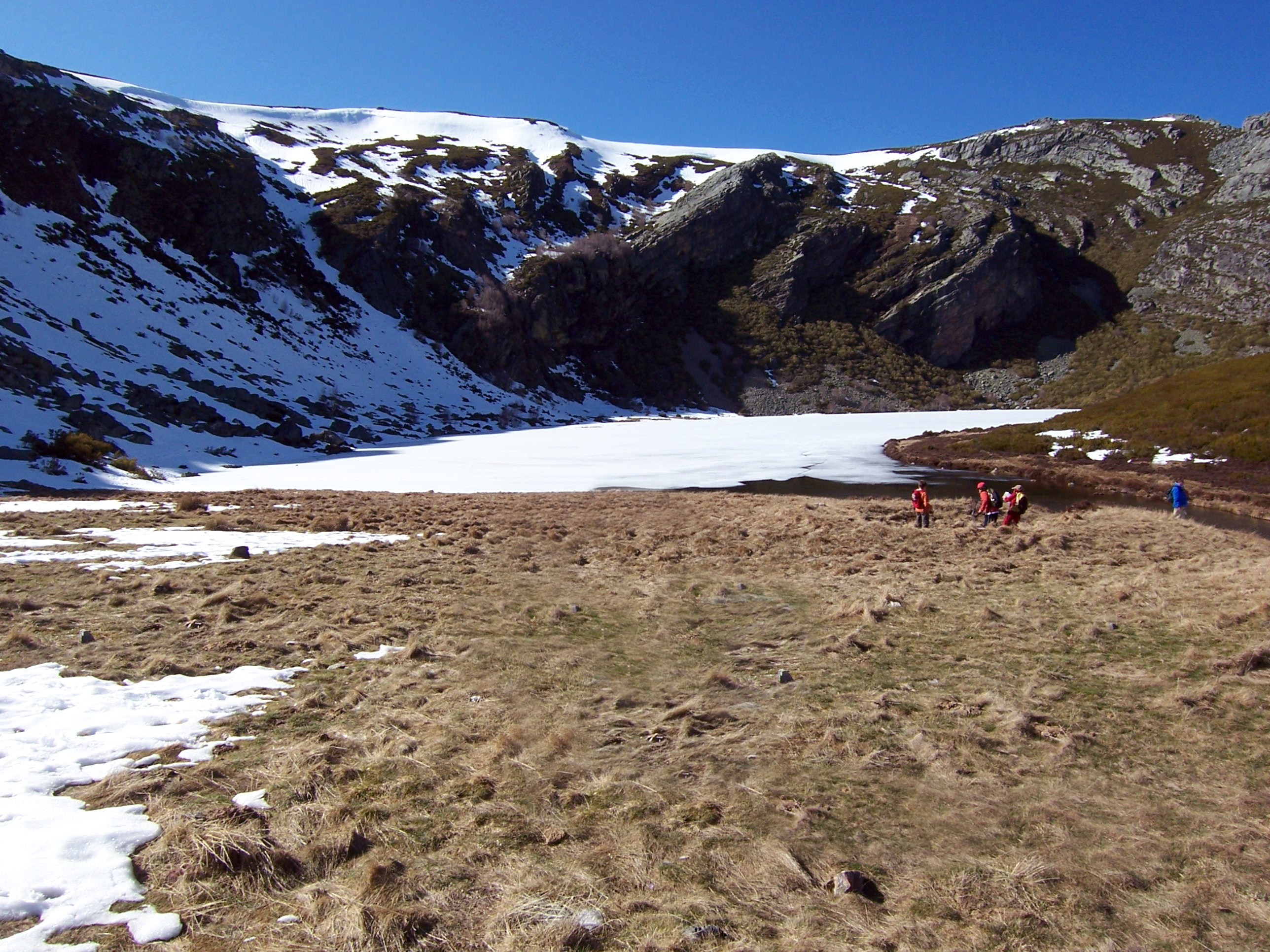
Lago Truchillas congelado.

El lago Truchillas pertenece al municipio de Truchas en el sur de la provincia de León. Se encuentra situado en la parte baja del valle del Eria, presidido por el pico Vizcodillo.
Los límites de este espacio natural protegido son:
- Sur: Límite con la provincia de Zamora.
- Oeste: Límite con la provincia de Zamora hasta el alto de Vizcodillo (Vizcudiello en  leonés), a una cota 2.121 m. Desde este punto, por la divisoria de  aguas que limita la cuenca hidrográfica del Reguero del Mandoso, hasta el paraje denominado Los Fontanales.
- Norte: Desde el paraje Los Fontanales, línea recta en sentido suroeste-noroeste, hasta el paraje denominado Los Caleyos de Fondivilla (cota 1.387 m). Desde este punto, línea recta en  sentido oeste-este hasta la Peña de Portalleza (cota 1.322 m). Desde este punto, línea recta en sentido noroeste-sureste hasta la confluencia del arroyo Piniello y el río del lago.
- Este: Línea divisoria que limita la cuenca hidrográfica del lago, desde su confluencia del arroyo Piniello y el río del lago en su extremo norte, hasta el límite con la provincia de Zamora, en su extremo sur.